# Fritz-Hubert Gräser
Fritz-Hubert Gräser (* 3. November 1888 in Frankfurt (Oder); † 4. Oktober 1960 in Göttingen) war ein deutscher General der Panzertruppe sowie Oberbefehlshaber der 4. Panzerarmee im Zweiten Weltkrieg.

## Leben
Gräser trat am 28. Februar 1907 aus dem Kadettenkorps kommend als Fähnrich in das Grenadier-Regiment „Prinz Carl von Preußen“ (2. Brandenburgisches) Nr. 12 in seiner Heimatstadt ein und wurde dort am 27. Januar 1908 zum Leutnant befördert. Ab 1. November 1912 wurde er als Adjutant verwendet und kam nach Ausbruch des Ersten Weltkriegs mit dem Regiment an der Westfront zum Einsatz.  Hier erfolgte am 8. November 1914 seine Beförderung zum Oberleutnant und als solcher war er ab 20. Juni 1915 als Regimentsadjutant tätig. Gräser übernahm dann am 16. September 1915 als Führer die 9. Kompanie seines Regiments. Während eines Gefechts am 29. September wurde er durch einen Kopfschuss schwer verwundet und verbrachte die Folgezeit im Lazarett. Nach seiner Genesung erfolgte seine Kommandierung zur Generalstabsausbildung zum Oberkommando der Heeresgruppe Mackensen und er wurde kurz darauf am 18. Dezember 1915 zum Hauptmann befördert. In der Folgezeit war Gräser ab 14. Juni 1916 den Generalstäben der k. u. k. Heeresgruppen Pflanzer-Baltin und Erzherzog Karl an der Ostfront zugeteilt. Am 1. November 1916 versetzte man ihn in den Stab der 41. Division. Drei Monate später kam Gräser in den Generalstab der k. u. k. Heeresgruppe Erzherzog Joseph, verblieb hier bis Dezember 1917, um dann als Zweiter Generalstabsoffizier im Generalstab des III. Armee-Korps tätig zu werden. Im Mai 1918 übernahm Gräser den Posten als Erster Generalstabsoffizier im Generalstab der 1. Reserve-Division.
Nach Kriegsende erfolgte zunächst seine Versetzung in den Generalstab des Armeeoberkommandos (AOK) Nord des Grenzschutz Ost sowie am 21. Juli 1919 in den Großen Generalstab. Am 21. Januar 1920 wurde Gräser aus der Armee verabschiedet. Er betätigte sich in den kommenden Jahren als Gutsbesitzer in Hubertushof bei Reppen und war daneben von 1927 bis 1931 auch Leiter der Motor-Fahrzeug AG in Frankfurt an der Oder.
Als Landesschutzoffizier und Leiter des Kreises West-Hornberg wurde Gräser am 1. November 1932 wieder eingestellt und am 1. Oktober 1933 zum Kommandeur des Wehrersatzbezirks Frankfurt/Oder ernannt. Mit der Beförderung zum Major am 1. Mai 1934 erfolgte seine Reaktivierung in den aktiven Truppendienst und Gräser wurde zunächst dem Infanterie-Regiment 8 zugeteilt. Er absolvierte vom 17. Juli bis 14. September 1934 einen Ausbildungskurs für reaktivierte Offiziere in Döberitz und wurde am 1. Oktober 1934 Kommandeur des I. Bataillons des Infanterie-Regiments Crossen. Ein Jahr später hatte er das Kommando über das MG-Bataillon 8 in Züllichau und wurde in dieser Funktion zunächst am 1. März 1936 zum Oberstleutnant sowie am 1. Oktober 1938 zum Oberst befördert.
Vor dem Beginn des Zweiten Weltkriegs ernannte man Gräser am 26. August 1939 zum Kommandeur des Infanterie-Regiments 29, das er 1939 während des Überfalls auf Polen und 1940 im Westfeldzug führen sollte. Sein Regiment war ab Juni 1941 am Unternehmen Barbarossa, dem Überfall auf die Sowjetunion, beteiligt. Gräser wurde am 11. Juli 1941 schwer verwundet. Das linke Bein musste ihm im Lazarett amputiert werden, das rechte Knie war zertrümmert. Während seiner Genesung und anschließenden Versetzung in die Führerreserve wurde er am 1. Oktober 1941 Generalmajor. Am 1. März 1943 erfolgte seine Ernennung zum Kommandeur der neuformierten 3. Panzergrenadier-Division und seine Beförderung zum Generalleutnant. Gräser befehligte den Verband bis 31. Mai 1944. Anschließend wurde er erneut in die Führerreserve versetzt und besuchte vom 12. bis 27. Juni 1944 einen Lehrgang für Kommandierende Generale in Hirschberg. Am 28. Juni 1944 beauftragte man ihn zunächst mit der Führung des XXIV. Panzerkorps und ab 20. August 1944 mit der Führung des XXXXVIII. Panzerkorps. Unter gleichzeitiger Beförderung zum General der Panzertruppe wurde er am 1. September 1944 (Rangdienstalter später verbessert auf den 1. Dezember 1943) zum Kommandierenden General ernannt. Am 21. September 1944 wurde Gräser mit der Führung der 4. Panzerarmee beauftragt und am 30. Januar 1945 als Oberbefehlshaber bestätigt.
Der Militärhistoriker Stefan Maximilian Brenner charakterisiert die Verteidigung der Oberlausitz und während der Schlacht um Bautzen durch General Fritz-Hubert Gräser, dem hierfür die 4. Panzerarmee mit etwa 50.000 Mann, darunter die Fallschirm-Panzerdivision Hermann Göring und die Panzergrenadierdivision Brandenburg, zur Verfügung standen, als letztlich sinnlosen Opfergang, bei dem es zu vielen Kriegsverbrechen (vgl. Endphaseverbrechen) gekommen ist. In seinem Tagesbefehl hatte Gräser am 22. April geschrieben: „Die Stunde der Rache ist gekommen! In konzentrischen Angriffen werden wir die bolschewistische Soldateska vernichten! [...] Die Sowjets sind eingekesselt. Vergeltet an ihnen, was sie unserem Volke angetan haben! Jetzt gibt es kein Pardon mehr!“ In Guttau ermordeten deutsche Soldaten unter seinem Kommando Ärzte, Krankenschwestern und Verwundete eines polnischen Feldlazaretts, in Horka ermorden sie 300 polnische Verwundete und bei Wuischke ermorden ein Feldgendarmerie-Trupp des Panzerkorps „Großdeutschland“ 80 sowjetische Kriegsgefangene und deutsche Fahnenflüchtige per Kopfschuss. „Diese Feldgendarmerie-Einheit handelte entweder auf direkte Anordnung oder zumindest mit Zustimmung Gräsers“, so Militärhistoriker Brenner. „Der Trupp machte sich nicht einmal die Mühe, die Leichen zu verscharren.“ Zwar können Truppen unter dem Befehl Gräsers Bautzen einnehmen und bis Kriegsende besetzt halten, militärisch ist das aber bedeutungslos; die 2. polnische Armee und die sowjetische 52. Armee haben bei den Kämpfen in der Oberlausitz 11.000 Tote und 21.000 Verwundete zu beklagen, auf deutscher Seite sind 6.500 Tote und 9.000 Verwundete zu beklagen.
Mit der bedingungslosen Kapitulation der Wehrmacht gerieten Reste seiner Armee und er in US-amerikanische Kriegsgefangenschaft, aus der er im Juni 1947 entlassen wurde.

## Auszeichnungen
- Eisernes Kreuz (1914) II. und I. Klasse
- Spange zum Eisernen Kreuz II. und I. Klasse
- Ritterkreuz des Eisernen Kreuzes mit Eichenlaub[2]
  - Ritterkreuz am 19. Juli 1940
  - Eichenlaub am 26. Juni 1944 (517. Verleihung)
- Verwundetenabzeichen (1939) in Gold
- Anerkennungsurkunde des Oberbefehlshabers des Heeres am 30. Juli 1941[2]
- Deutsches Kreuz in Gold am 8. Februar 1942[2]